# Şahin Giray
Shahín Girái o Şahín Giray (en tártaro de Crimea: شاهين كراى ; Edirne, Imperio otomano, 1746-Rodas, Imperio otomano, 1787) fue kan de Crimea (1772-1782 y 1782-1783). Era hermano de Sahib II Giray, del cual fue jalgay (1771-1774). Vivió en Rusia, donde llegó a ser capitán de la guardia imperial.
Nació en Edirne, en el Imperio otomano, en 1745. Estudió en Grecia y Venecia. Se dice de él que hablaba tártaro de Crimea, turco, italiano y griego. A los 20 años, fue llamado por su tío, el kan Qırım Giray, a Crimea, donde fue nombrado comandante. En 1770, se produjo una gran victoria sobre los otomanos por parte de los rusos, que buscaron aliarse con los tártaros de Crimea contra los primeros. Su propuesta fue rechazada por Sahib II, lo que provocó una rápida campaña rusa en Crimea que obligó al kan a enviar diplomáticos a San Petersburgo para buscar la paz. En esta delegación se encontraba Şahin Giray, que se encontró con Catalina II.
En 1775, se rebeló contra Devlet IV Giray, que había sido favorecido por los rusos, pero se acercaba a los otomanos, mientras que Şahin representaba al grupo de tártaros más partidarios de cooperar con Rusia. Se dijo que se había convertido al cristianismo ortodoxo, pero no se sabe si es cierto, aunque sí introdujo las costumbres europeas. En noviembre de 1776, derrotó a su rival de manera decisiva, y en los meses siguientes avanzó hacia la capital. El 14 de marzo de 1777, fue proclamado kan en Bajchisarái y, poco después, permitió a Devlet IV exiliarse en Turquía. Seguidamente, pidió la investidura a la Sublime Puerta y al zar. En su breve reinado, se embarcó en un proyecto de modernización del kanato con la apertura de fábricas y el traslado de la capital de Bajchisarái a Caffa.
En 1777, pidió ayuda a los rusos ante el peligro otomano, y las tropas rusas entraron en el kanato. Los turcos se establecieron en Gosleve. En octubre, grupos de tártaros atacaron a los rusos, el kan Şahin fue herido y se refugió con sus protectores. Los turcos nombraron kan a Baht Giray que fue enviado a Sevastopol con cinco buques de guerra. Sin embargo, en diciembre tropas rusas entraron en la península sometiendo a los rebeldes y derrotando a los otomanos, asegurando la posición de Şahin Giray. En 1778, Selim III Giray penetró en Crimea con apoyo otomano, consiguiendo avanzar sensiblemente y obteniendo el reconocimiento de la Puerta. Şahin Giray, tras firmar una tregua de 21 días, la rompió y, con el apoyo de los rusos, lo derrotó, obligándolo a embarcar en barcos turcos en Balaklava hacia Sinope. Un segundo intento de Selim III en septiembre de 1778 fue rechazado. Las familias armenias y griegas de Crimea fueron invitadas a emigrar a Rusia y la mayoría lo hicieron (hacia Azov), siendo sustituidos por rusos.
Por el tratado entre Turquía y Rusia del 5 de julio de 1779, los rusos se comprometieron a evacuar Crimea y el sultán les concedía a cambio la investidura de Şahin Giray en noviembre. En octubre de 1780, los turcos fomentaron una revuelta entre los nogáis y circasianos. Se produjo asimismo un ataque abjaso y los tártaros del Kubán se rebelaron. Los rusos reprimieron rápidamente las revueltas, vaciando el país. Quedaron solo unos 160 000 tártaros y el resto emigró a Rusia o Turquía. En 1782, la población se había reducido a 110 000. En este tiempo empezó a prosperar la ciudad de Jerson, fundada poco antes.
En 1782, los hermanos del kan, Bahadur o Bahadır Giray, gobernador de Kuban, y Arslán Giray, delegado del kan en Sudak, se rebelaron. El kan envió tropas que fueron derrotadas y hubo de retirarse a Yenikale. Bahadur se dirigió a Caffa y presentó su reclamación al trono, siendo nombrado, tras pagar a los jefes tribales las deudas de su hermano, como Bahadır II Giray. Los rusos bloquearon los puertos de Crimea en manos del rebelde (septiembre de 1782). Şahin Giray se retiró a Kerch. Baskht o Baht Giray reclamó de nuevo el trono y se estableció en Kara-su esperando la confirmación de la Puerta. Pero finalmente los rusos dominaron la rebelión con cierta facilidad. El kan formalmente se reconcilió con sus hermanos. Debido a todos estos problemas, Rusia decidió finalmente la anexión.
Por un tratado con Turquía, ratificado el 21 de septiembre de 1783, Crimea (con la península de Tamán y el Kubán) fue anexionada. Şahin Giray tuvo que abdicar y se retiró a Vorónezh y después a Kaluga, recibiendo una pensión y el tratamiento de príncipe soberano. Grigori Potiomkin se apropió de la pensión por lo que hubo de exiliarse a Turquía, donde fue bien recibido, pero poco después fue exiliado a Rodas, donde sería ejecutado en 1787 por emisarios de la Sublime Puerta al ser considerado un rival para el trono otomano.
Crimea formó la óblast de Táurida bajo un gobernador general, siendo dividida en siete distritos: Simferópol, Levcopol, Eupatoria, Perekop, Dneprovsk, Melitopol y Fanagoria.